# Noctua albescens
Noctua albescens là một loài bướm đêm trong họ Noctuidae.